# Nooksack
Nooksack és una població dels Estats Units a l'estat de Washington. Segons el cens del 2000 tenia 851 habitants.

## Demografia
Segons el cens del 2000, Nooksack tenia 851 habitants, 276 habitatges, i 218 famílies. La densitat de població era de 469,4 habitants per km².
Dels 276 habitatges en un 46,7% hi vivien nens de menys de 18 anys, en un 65,2% hi vivien parelles casades, en un 8% dones solteres, i en un 21% no eren unitats familiars. En el 16,7% dels habitatges hi vivien persones soles el 3,6% de les quals corresponia a persones de 65 anys o més que vivien soles. El nombre mitjà de persones vivint en cada habitatge era de 3,08 i el nombre mitjà de persones que vivien en cada família era de 3,54.
Per edats la població es repartia de la següent manera: un 36,8% tenia menys de 18 anys, un 8,2% entre 18 i 24, un 29,4% entre 25 i 44, un 18,4% de 45 a 60 i un 7,2% 65 anys o més.
L'edat mediana era de 29 anys. Per cada 100 dones de 18 o més anys hi havia 100 homes.
La renda mediana per habitatge era de 44.000 $ i la renda mediana per família de 49.000 $. Els homes tenien una renda mediana de 36.429 $ mentre que les dones 21.750 $. La renda per capita de la població era de 16.019 $. Aproximadament el 2,3% de les famílies i el 3,2% de la població estaven per davall del llindar de pobresa.

## Poblacions més properes
El següent diagrama mostra les poblacions més properes.